# Karklino (rejon wileński)
Karklino (lit. Karklinė) – kolonia na Litwie, w okręgu wileńskim, w rejonie wileńskim, w gminie Niemenczyn, przy drodze krajowej 102.

## Historia
W dwudziestoleciu międzywojennym leżało w Polsce, w województwie wileńskim, w powiecie wileńsko-trockim, w gminie Niemenczyn.
Po II wojnie światowej w granicach Związku Sowieckiego. Od 1991 na niepodległej Litwie.